# トミヨ
トミヨ（富魚、止水魚）とはトゲウオ科トミヨ属に属する魚。また、トミヨ属に属する魚の総称でもある。
北半球の冷帯を中心に分布し、世界で10種程度が知られ、日本にも数種が分布している。一般には、淡水域や汽水域に生息するが、きれいな冷水（15度前後）を好むため、日本では北海道（東部など）以外では、水温の低い湧水池やそれに程近い流域などの淡水環境に生息している。このため、水質の変化や渇水の影響を受けやすい。各地で絶滅の危機に瀕している場合があり、美しい自然のシンボルとして保護活動が行われている。
全長は約5センチメートルほど。背ビレの前半では、棘の間に膜がなく、ヒレではなく棘が並んでいる状態。棘の数は種によって7-10本。体側には鱗板が一列に並ぶ。
産卵期（4-6月）になると、オスが水草類を集めて、水中にピンポン玉状のような大きさ数cmの巣を作り、メスを誘う。メスが巣の中に産卵すると、オスが受精させ、その後、オスは食べ物を摂らず、卵を守り、巣の中に新鮮な水を送るなどの世話をする。この仲間のオスがメスよりも短命なのは、この子育てが原因であるという説がある。

## 主な種類（日本）
日本産トミヨ属魚類は、かつてエゾトミヨ、イバラトミヨ、トミヨ、ムサシトミヨ、ミナミトミヨ（日本では絶滅）と分類されていた。その後、遺伝学的な系統解析等の研究によりミナミトミヨを除く日本産トミヨ属魚類は、エゾトミヨ、汽水型、淡水型、雄物型の4つのグループに分けられ、ムサシトミヨは淡水型に属していた。そのため、体側部にある鱗板の連続性の違いから分類されていたイバラトミヨやトミヨは種としての実体がなくなってしまった。
現在では、日本産トミヨ属魚類は、エゾトミヨ、トミヨ属汽水型、トミヨ属淡水型、ムサシトミヨ、トミヨ属雄物型、ミナミトミヨとされているが、学名や和名の記載がなされていない分類群が存在するのが実状である。

### エゾトミヨ

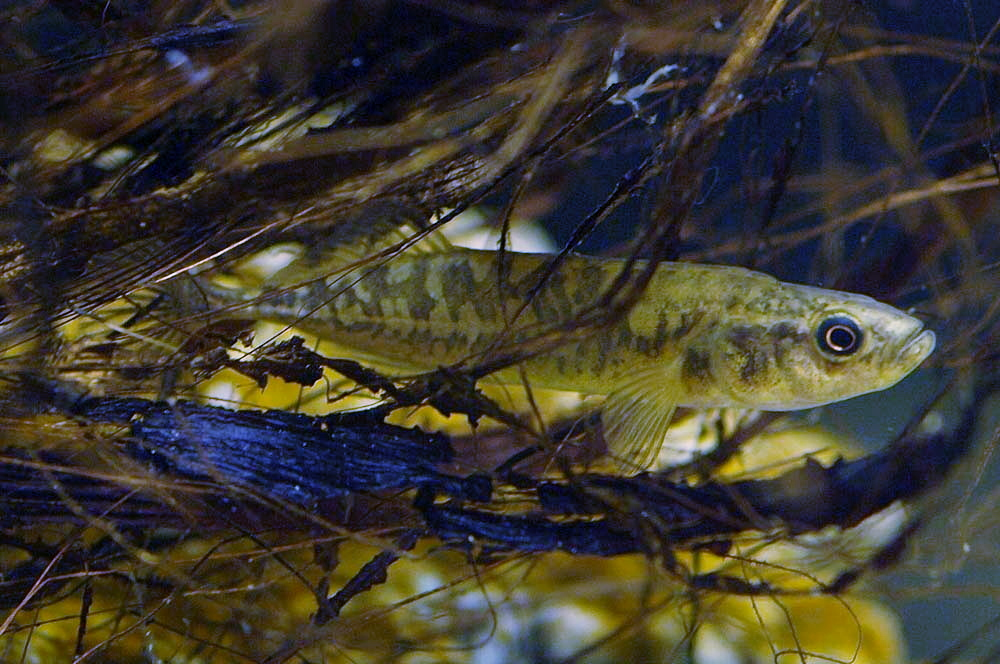
エゾトミヨ

学名：Pungitius tymensis、英名：Sakhalin stickleback。
分布は、北海道、樺太（サハリン）。淡水性で、水草の茂った小川などに生息。体長は7cm程度になり、背側の棘はいずれも短く、特に背鰭軟条部直前の棘は眼径の58%以下しかない。2007年までの環境省レッドリストでは「準絶滅危惧」に指定されていたが、2013年以降は「絶滅危惧II類」と評価されている。
絶滅危惧II類 (VU)（環境省レッドリスト）

### トミヨ属汽水型
日本では、北海道東部の河川下流域に生息し、体長は5-6cm程度になる。背に8-10本のトゲ、胸から尾にかけて15-25枚の不連続な鱗板が並び、雄の婚姻色は銀色を呈する。2020年の環境省レッドリストでは「準絶滅危惧(NT)」に指定されている。トミヨ属の分布域全体わたる遺伝学的な系統解析により、トミヨ属汽水型は、ヨーロッパや北米など北半球に広く生息するPungitius pungitiusの系統であると推測されている。
準絶滅危惧（NT）（環境省レッドリスト）

### トミヨ属淡水型
分布域は、日本、ロシアの極東域沿岸、韓国、中国。日本産トミヨ属魚類の中では最も広い分布域を持ち、福井県以北の日本海側と岩手県以北の本州と北海道。体側の鱗板が連続する個体と不連続な個体が存在し、かつてトミヨやイバラトミヨと分類されていたものの多くがトミヨ属淡水型である。本州の主な生息地は、湧水を源に持つ水の澄んだ細流である。2020年の環境省レッドリストでは、本州のトミヨ属淡水型は「絶滅の恐れのある地域個体群（LP）」に指定され、福井県、石川県、新潟県では絶滅危惧I類に指定されている。トミヨ属淡水型は、遺伝学的な系統解析によりPungitius sinensisの系統であると推測されている。

### トミヨ属雄物型
秋田県や山形県の内陸部に分布する。体長は5cm程度で、鱗板が不連続な個体だけである。トミヨ属雄物型は、Takahashi et al. (2016)により、ロシア沿海州や韓国に生息し、P. kaibaraeとされるものと同じ系統に属することが示されている。2020年の環境省、秋田県や山形県のレッドリストでは「絶滅危惧IA類（CR）」に指定されている。
絶滅危惧IA類 (CR)（環境省レッドリスト）

### ミナミトミヨ

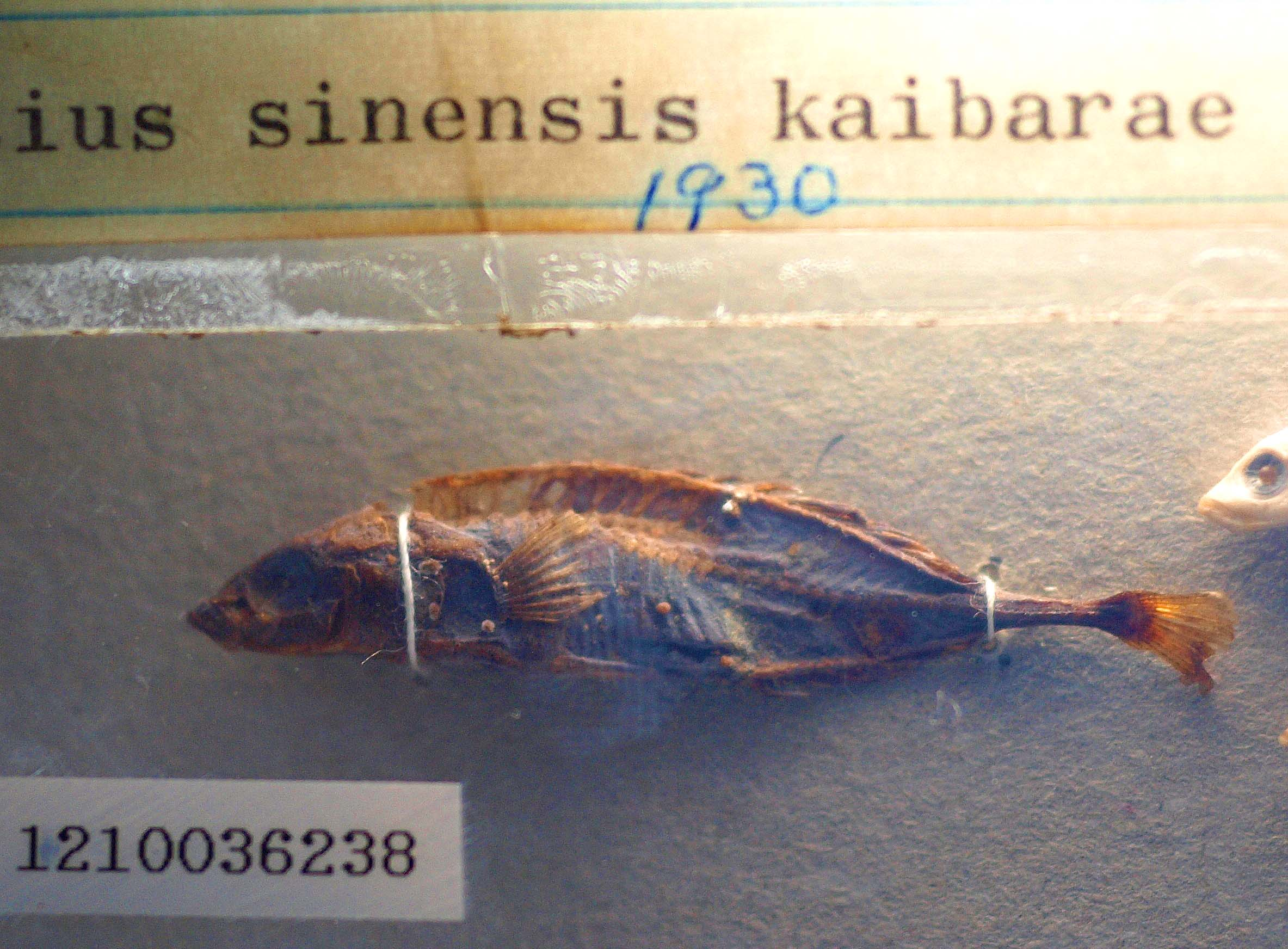
ミナミトミヨ標本

学名：Pungitius kaibarae。
1960年代までに絶滅したと考えられている日本固有種。京都府、兵庫県の瀬戸内海側の流域、特に湧水の付近の小川や水田などから見つかっていた。一生を淡水で過ごすと考えられている。体長 4cm程度。ミナミトミヨをトミヨの亜種とする説もある。その場合の学名は P. sinensis kaibarae。
絶滅（環境省レッドリスト）
大陸にはP. kaibaraeとされるものが現存するが、ミナミトミヨとは形態学的に同一ではない。

### ムサシトミヨ

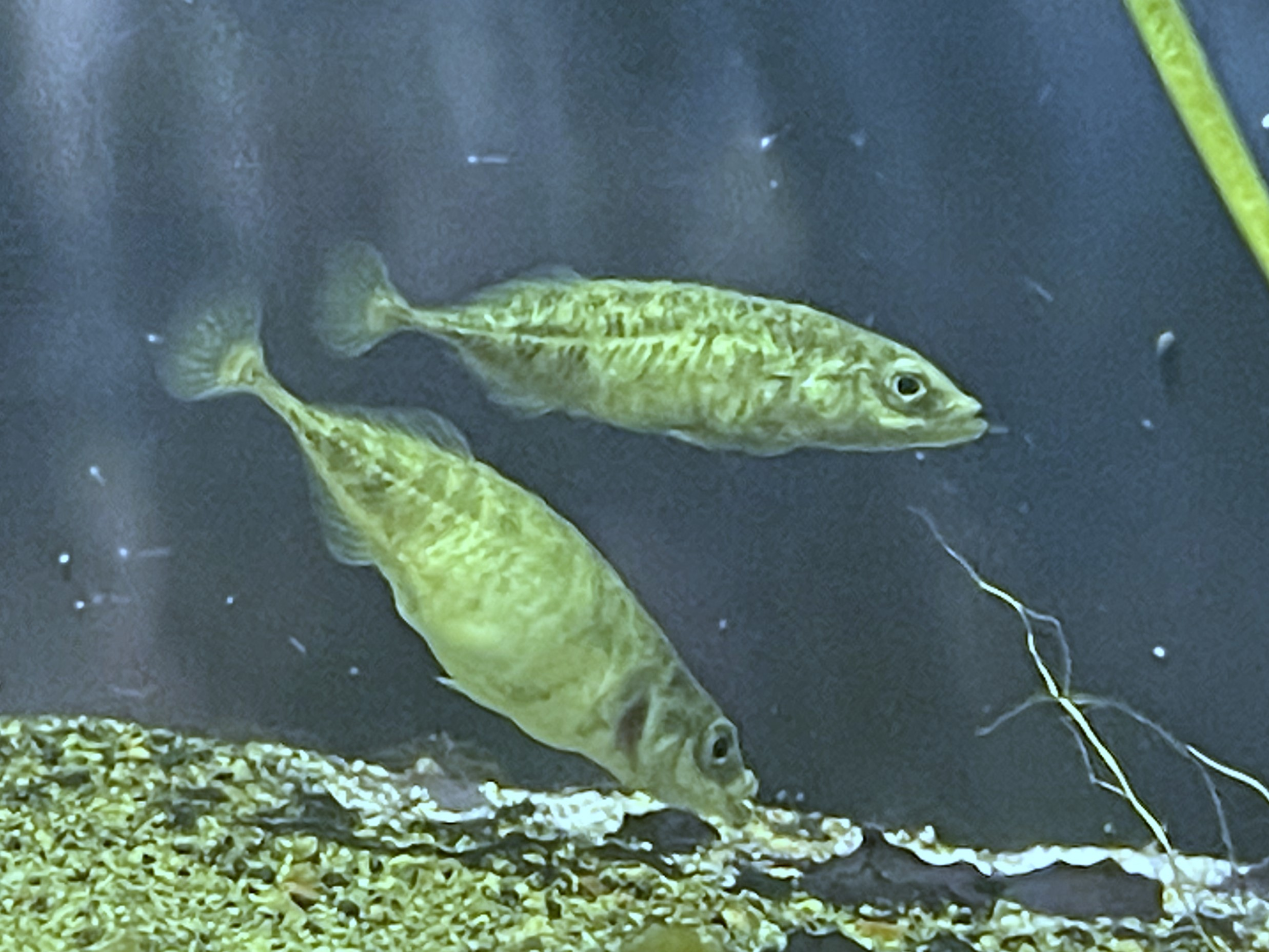
ムサシトミヨ

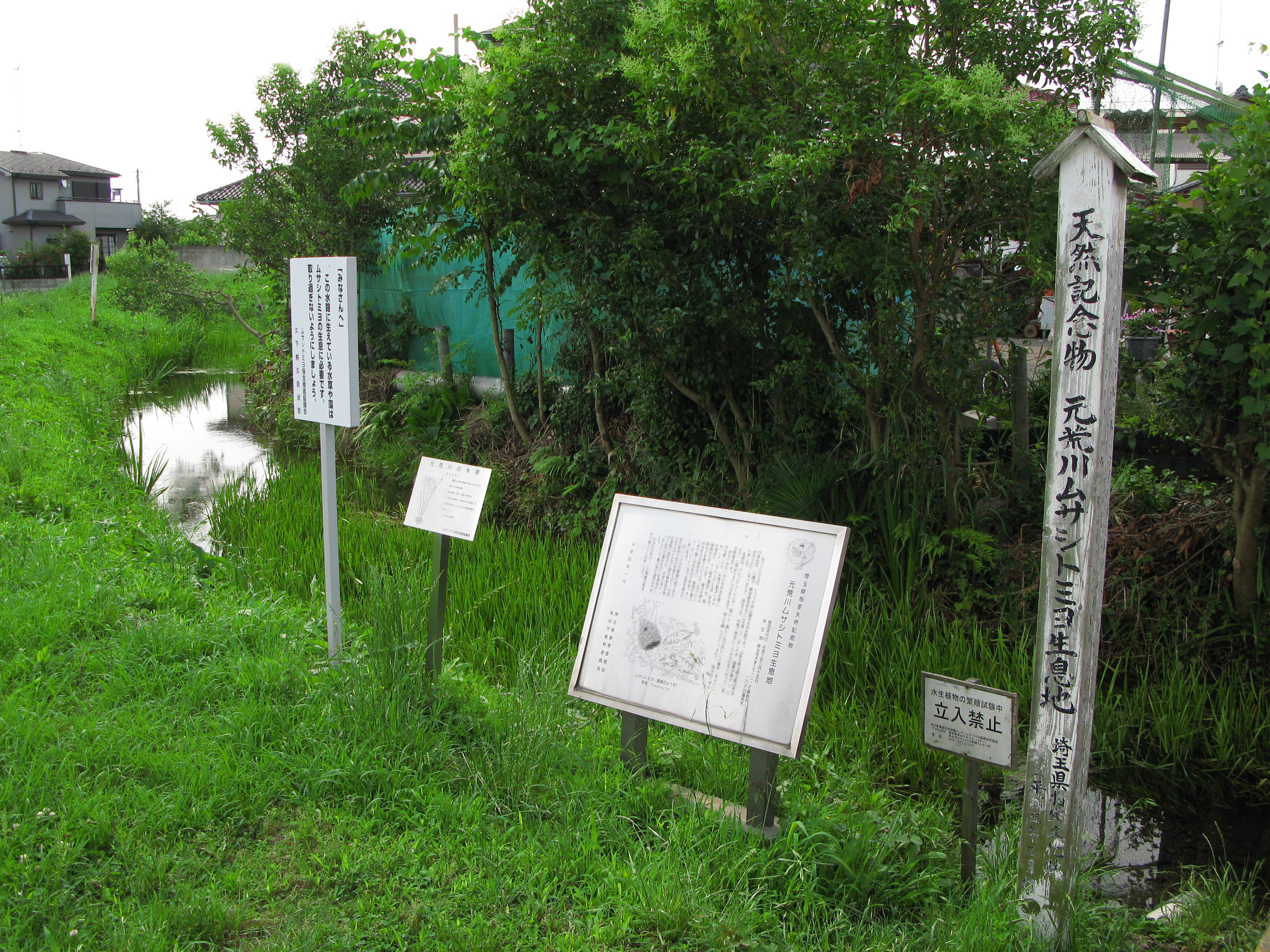
ムサシトミヨ生息地（埼玉県熊谷市久下）

学名：Pungitius sp.。定まった学名がない。
関東地方の一部（東京都西部の石神井・井の頭、埼玉県熊谷市・本庄市・川越市、群馬県、茨城県、千葉県）に生息していたことが知られているが、都市化や環境汚染などの影響で生息地が急激に減少していった。20世紀終盤以降、確実に生息が確認されているのは埼玉県熊谷市の元荒川源流域のみである。平成3年に埼玉県が県の天然記念物および「県の魚」に指定した。平成23年には熊谷市が「市の魚」に指定し、熊谷市ムサシトミヨ保護センターを拠点にして､保護下に置いている（推定生息数などの近年における詳細についても同項目を参照）。食性はボウフラや水生昆虫、小さな甲殻類を食べている。身を守るために背には8 - 9本、腹には２本、尻には１本のトゲがあり、体長3.5 - 6cm程。鱗板は尾の付け根部分にある。体色は緑っぽい暗緑色。寿命は短く約1年で、産卵期（3月頃）には婚姻色で体色が少し黒ずむことがある。
絶滅危惧IA類 (CR)（環境省レッドリスト）

#### ムサシトミヨが日本で見られる主な動物園・水族館
- しながわ水族館（東京都）
- 井の頭自然文化園（東京都）
- さいたま水族館（埼玉県）
- 彩湖自然学習センター（埼玉県戸田市）
- 丹後魚っ知館（京都府）
- 琵琶湖博物館（滋賀県）
- いしかわ動物園（石川県）

## 地方名
イシャジャ（新潟県）、トゲブナ（埼玉県）、ハリウオ・ハリオ（富山県）、ハリサバ（石川県）など